# Behaviour
Behaviour (с англ. — «Поведение») — четвёртый студийный альбом британской поп-группы Pet Shop Boys, вышедший в 1990 году. Диск значительно отличается от предыдущих работ дуэта, построенных под сильным влиянием итало-диско и Hi-NRG; здесь же практически ни одна из альбомных композиций не является танцевальной. Behaviour получил лестные рецензии и достиг 2-го места в британском хит-параде (вышли также альбомные хит-синглы «So Hard» и «Being Boring»). По продажам в Великобритании альбом стал платиновым, в США — золотым.

## Обзор
В какой-то момент (1988—1989 гг.) Pet Shop Boys показалось, что дни их успеха сочтены (песни перестали занимать первые места), и предприняли попытку записать свой первый концептуальный альбом. Концептуализм его был не в идеологии или содержании, а в настроении, которое создавали меланхоличные в большинстве своём песни, неожиданно сочетавшие синтезаторы, камерный оркестр и гитару в обрамлении лёгких ритмов эйсид-хауса.

## Запись
Альбом записывался в мюнхенской студии Red Deer Харольдом Фальтермайером, в своё время продюсировавшим диско-звёзд 1970-х годов; Теннант и Лоу предпочли работать с аналоговыми синтезаторами, поэтому Фальтермайер, имевший большой опыт работы на аналоговом оборудовании, был отличной кандидатурой. Партии гитары исполнил Джонни Марр из The Smiths; дирижёром оркестра в «This Must Be the Place I Waited Years to Leave» и «Only the Wind» выступил Анджело Бадаламенти.

## Обложка
Обложка альбома оформлена Марком Фарроу.

## Список композиций
1. «Being Boring» — 6:48
2. «This Must Be the Place I Waited Years to Leave» — 5:31
3. «To Face the Truth» — 5:33
4. «How Can You Expect to Be Taken Seriously?» — 3:54
5. «Only the Wind» — 4:18
6. «My October Symphony» — 5:18
7. «So Hard» — 3:56
8. «Nervously» — 4:06
9. «The End of the World» — 4:43
10. «Jealousy» — 4:47

## Синглы
- «So Hard» (24 сентября 1990; #4)
- «Being Boring» (12 ноября 1990; #20)
- «Where the Streets Have No Names / How Can You Expect to Be Taken Seriously?» (11 марта 1991; #4)
- «Jealousy» (28 мая 1991; #12)

## Высшие позиции в хит-парадах
| Страна         | Место |
| -------------- | ----- |
| Великобритания | 2     |
| Германия       | 4     |
| Швеция         | 9     |
| Швейцария      | 12    |
| Австрия        | 22    |
| Австралия      | 27    |
| Нидерланды     | 51    |
| США            | 45    |